# James Kirkland
James Ian Kirkland (Weymouth (Massachusetts), 24 augustus 1954) is een Amerikaans paleontoloog en geoloog, die een aantal nieuwe en belangrijke soorten dinosauria ontdekte. Hij beschreef de volgende genera, al dan niet in samenwerking met andere paleontologen:
- Animantarx ramaljonesi - Carpenter et al., 1999
- Cedarpelta bilbeyhallorum - Carpenter et al., 2001
- Eolambia caroljonesa - Kirkland, 1998
- Jeyawati rugoculus - McDonald, Wolfe & Kirkland, 2010
- Gastonia burgei - Kirkland, 1998
- Mymoorapelta maysi - Kirkland et Carpenter, 1994
- Nedcolbertia justinhofmanni - Kirkland et al., 1998
- Utahraptor ostrommaysorum - Kirkland, Gaston & Burge, 1993
- Zuniceratops christopheri - Wolfe & Kirkland, 1998
- Europelta carbonensis - Kirkland et al., 2013
- Diabloceratops eatoni - Kirkland et al., 2010
- Nothronychus mckinleyi - Kirkland & Wolfe, 2001
- Falcarius utahensis - Kirkland et al., 2005

## Loopbaan
- High School, Marshfield High School, Marshfield, Massachusetts. 1972
- B.S. Geological Sciences, New Mexico Institute of Mining and Technology, Socorro, New Mexico. 1977
- M.S. Geology, Northern Arizona University, Flagstaff, Arizona. 1983
- Ph. D. University of Colorado, Boulder, Colorado. 1990

Hij is adjunct professor geologie aan Mesa State College, Grand Junction, Colorado, adjunct Associate Professor aan de University of Utah en Research Associate aan het Denver Museum of Natural History (Denver Museum of Nature and Science).
Sinds ca. 1995 is hij Utah State Paleontologist aan Utah Geological Survey. Hij kent vergunningen toe voor paleontologische expedities op de staatsgronden van Utah, controleert deze vergunningen en promoot de paleontologische rijkdom van Utah bij het publiek.

## Mesozoicum
Kirkland is een expert op het gebied van het Mesozoïcum, besteedde meer dan 30 jaar aan het opgraven van fossielen in het zuidwesten van de Verenigde Staten en Mexico en is auteur of mede-auteur van meer dan 75 wetenschappelijke verhandelingen. Hij is actief op het gebied van de reconstructie van marine en terrestrische paleomilieus en op het gebied van biostratigrafie, paleo-ecologie en massa-extincties. Zijn onderzoek in het midden Krijt van Utah toont aan dat de eerste grote Aziatisch-Noord-Amerikaanse fauna-uitwisseling ongeveer 100 miljoen jaar geleden plaatsvond, wat bevestigd werd door Kirklands talrijke expedities naar China en Mongolië.
Naast dinosauria beschreef hij ook vele fossiele weekdieren en vissen.